# Lied van de parel
Het Lied van de parel is een oud gedicht, te vinden in het apocriefe Handelingen van Thomas,  De Handelingen van Thomas, een gnostische tekst, waarin dit lied is opgenomen,  werd geschreven in een Syrische omgeving, waarschijnlijk in Edessa. Er is consensus op het vakgebied dat het Lied van de parel geen deel uitmaakte van de oorspronkelijke tekst van de Handelingen van Thomas maar later ingevoegd moet zijn. Er is een op het vakgebied omstreden opvatting dat de tekst van het Lied van de parel door de gnosticus Bardaisan geschreven is.
Het lied is ontroerend door zijn eenvoud en kracht, en heeft ook een bijzondere esoterische diepte.

## Verhaallijn
Het lied wordt verteld door een koningszoon. Hij vertelt hoe hij genoot van de weelde van zijn vader, de koning van het Oosten, Parthië. Dan wordt hij door zijn ouders van zijn koningsmantel ontdaan, voorzien van proviand, en naar een ver land, Egypte, gestuurd. Hij krijgt de opdracht in Egypte een parel te zoeken die bewaakt wordt door een angstaanjagende slang. Ze vertellen hem dat hij zijn koningsmantel pas terug kan krijgen als hij die parel mee naar huis terugneemt. Hij zal dan ook weer verenigd worden met zijn tweelingbroer en samen  zullen ze het koninkrijk erven.
Als hij in Egypte is aangekomen, weet hij inderdaad de slang te vinden, en gaat naast de slang zitten afwachten tot de slang in slaap valt. Hij verkleedt zich als Egyptenaar: die kleren worden "vies en onrein" genoemd. Maar toch wordt hij als vreemde herkend door de Egyptenaren. Zij geven hem te eten en hij valt in slaap. Hij neemt de zeden van het vreemde land aan en wordt zo een 'zoon van het land'. Daardoor vergeet hij wie hij in oorsprong is, waar hij vandaan kwam en wat zijn opdracht is.
Zijn ouders en zijn broer ontdekken wat er met hem gebeurd is. Zij schrijven hem een brief waarin ze hem oproepen om wakker te worden uit zijn slaap, zich te herinneren dat hij een koningszoon is, en dat hij in Egypte is om naar die parel te zoeken. De brief vliegt als een adelaar naar hem toe en begint bij aankomst vanzelf te spreken. De prins wordt wakker, herinnert zich wie hij is en weet ook weer wat zijn opdracht is.
Hij vindt opnieuw de slang, diep in de zee, spreekt een betovering uit waardoor de slang in slaap valt en neemt de parel uit de bek van de slang. Hij keert terug naar zijn geboorteland, geleid door de brief. Thuisgekomen doet hij zijn armzalige lompen uit en trekt weer zijn oorspronkelijke koningsmantel aan. Hij wordt verenigd met zijn tweelingbroer en samen worden ze koning.

## Symboliek
Het Lied van de Parel verbeeldt de staat van de mens die verdwaald is geraakt in een vreemde werkelijkheid, zichzelf vergeten is en vervolgens door een boodschapper namens zijn ouders weer aan zijn ware aard herinnerd wordt, en zo leert zichzelf en zijn bestemming te hervinden. 
Dit gedicht zit vol "esoterische" symbolen. Als voorbeelden:
- De ouders kan men zien als de bron van het wezen van de mens. Het universele "ik", dat voor iedereen het zelf(de) is. (Zoals de ouder de "bron" zijn van een kind.)
- De koningszoon het ego, datgene dat "ik ben ik" zegt. (de ik-figuur in het verhaal)
- De kleren van iemand staat symbool voor het lichaam. De koningszoon heeft twee soorten kleren: de koningsmantel en de vieze onreine Egyptische lompen (een hemels en aards lichaam).
- Egypte staat voor de materie, de stof.
- De zee staat zowel voor substantie als het gevoelsleven. Het gevoelsleven, het rijzen en dalen van het gemoed: eb en vloed van emotie. De substantie (letterlijk: onder-staande), is als bron van alle stoffelijkheid zoals materie en emoties te interpreteren. Zie ook hieronder bij Margarita, Maria en Maya.
- De slang staat zowel voor herhaling, reïncarnatie, transformatie, nieuw worden (het vervellen van een slang) en de kennis/wijsheid in de stof opgedaan.
- De adelaar voor de wijsheid/inzicht tot spiritualiteit (het opstijgen naar de hemel).
- De parel is waardevol: de getransformeerde mens. De resultaten van de strijd tussen licht en duisternis, tussen goed en kwaad (in zichzelf) en tussen vreugde en verdriet. (Zoals de parel ontstaat door het gevecht van de oester – in zichzelf – tegen iets wat wezensvreemd is, bijvoorbeeld een zandkorreltje).

In dit verband is de mythe van Margarita interessant. De naam Margarita (Greet, Margreet) betekent; parel, druppel, dochter van de zee of kind van het licht. Margareta strooide zandkorrels op de zee waaruit parels groeiden. De naam Maria (sterre der zee), Alma Mater, Isis en "de zee" of "de wateren" verwijzen naar de substantie als oerbron waarin en waardoor het bewustzijn leeft. Vergelijk ook uit Genesis: "Gods geest zweefde op de wateren".
Deze substantie is als "oerbron" een vrouwelijk aspect en wordt in India "Maya" (Sanskriet: illusie) genoemd. De stoffelijkheid verhult de geest: de sluiers van Maya en van Isis; Maria wikkelde Jezus in doeken.
In de esoterie wordt de sleutel tot zelfkennis gegeven. De verschillende elementen van het verhaal, of het nu strijd is of het is een boodschapper, zijn symbolen voor vermogens binnen de mens zelf. Een adelaar of Jezus als boodschapper is dan niet letterlijk een dier of een historisch persoon, maar staat voor een aspect van de mens, bijvoorbeeld inzicht of wijsheid of een "aha-erlebnis". In het gedicht wordt bijvoorbeeld: "zij werd een en al stem" op die manier gelezen. Strijd bijvoorbeeld is geen gevecht in de wereld maar doorzettingsvermogen in jezelf.